# Opisthokonta
Clade
Règnes de rang inférieur
- Choanoflagellata
- Filasterea
- Fungi
- Mesomycetozoa
- Metazoa

Position phylogénétique
- Eukaryota
  - Unikonta
    - Amoebozoa
    - Opisthokonta
      - Holomycota
        - Nucleariida
        - Fungi

      - Holozoa
        - Mesomycetozoa
        - Filozoa
          - Filasterea
          - Choanobionta
            - Choanomonada
            - Metazoa

  - Bikonta
    - Apusozoa
    - Excavata
      - Metamonada
      - Euglenozoa
      - Percolozoa

    - Plantae
    - Chromalveolata s.l.
      - Hacrobia
        - Cryptophyta
        - Haptophyta

      - Harosa
        - Stramenopiles
        - Alveolata
          - Ciliophora
          - Dinoflagellata
          - Apicomplexa

        - Rhizaria
          - Cercozoa
          - Retaria

Les Opisthocontes (Opisthokonta) sont un clade d'eucaryotes unicontes résultant du rapprochement de plusieurs règnes du vivant, dont les champignons et les animaux. Il est fondé sur l'étude de plusieurs gènes analysés séparément. Après cette mise en évidence génétique, des synapomorphies sont apparues, confirmant la validité du clade. Les Opisthocontes se seraient séparés des autres Unicontes pendant le Protérozoïque, il y a environ un milliard d'années.

## Caractéristiques
- Tous les membres de ce clade dérivent d'un ancêtre eucaryote aquatique capable de se mouvoir à l'aide d'un flagelle. Les protistes (unicellulaires) et les cellules ciliées des organismes pluricellulaires de ce groupe sont propulsés par un flagelle unique, et non tractées (par opposition aux antérocontes). Cette caractéristique, qu'on retrouve dans les cellules du sperme des animaux et des spores de champignons aquatiques, les Chytridiomycètes, donne son nom au groupe (οπίσθω- opisthō = derrière et κοντός kontós = flagelle). Les flagelles observés au sein d'autres taxons sont toujours situés sur la partie antérieure des cellules[2].

- Utilisation ancestrale de la chitine comme macromolécule structurale (voir la cuticule des Arthropodes et la paroi squelettique des eumycètes)[2].

- Les crêtes mitochondriales sont aplaties (elles sont tubulaires chez les autres eucaryotes)[2].

- Le facteur d'élongation de la traduction eEF1A, qui est une des protéines les plus conservées, possède une insertion de 11 acides aminés mais pas chez les autres eucaryotes[réf. souhaitée].

- La thymidylate synthase et la dihydrofolate réductase sont deux enzymes séparées alors qu'ils sont fusionnés chez tous les autres eucaryotes[réf. nécessaire].

- Ils stockent leurs réserves carbonées sous forme de glycogène[3].

- Dans la mitochondrie, le codon UGA spécifie tryptophane au lieu de stop[4].

## Unicontes et bicontes
Les champignons et les animaux constituent une partie des opisthocontes. Les plantes terrestres et les algues sont des bicontes, êtres vivants dont les organismes unicellulaires ou les cellules ciliées des organismes pluricellulaires possèdent deux flagelles, tandis que les champignons et les animaux sont unicontes, avec un flagelle unique.
Les champignons ont des parois cellulaires à base de chitine, molécule que l'on retrouve dans la cuticule des Arthropodes. Animaux et champignons sont hétérotrophes, devant se nourrir de substances organiques qu'ils trouvent dans le milieu environnant et qui sont fabriquées directement ou indirectement par les végétaux autotrophes. Ils stockent leurs réserves carbonées sous forme de glycogène.

## Phylogénie

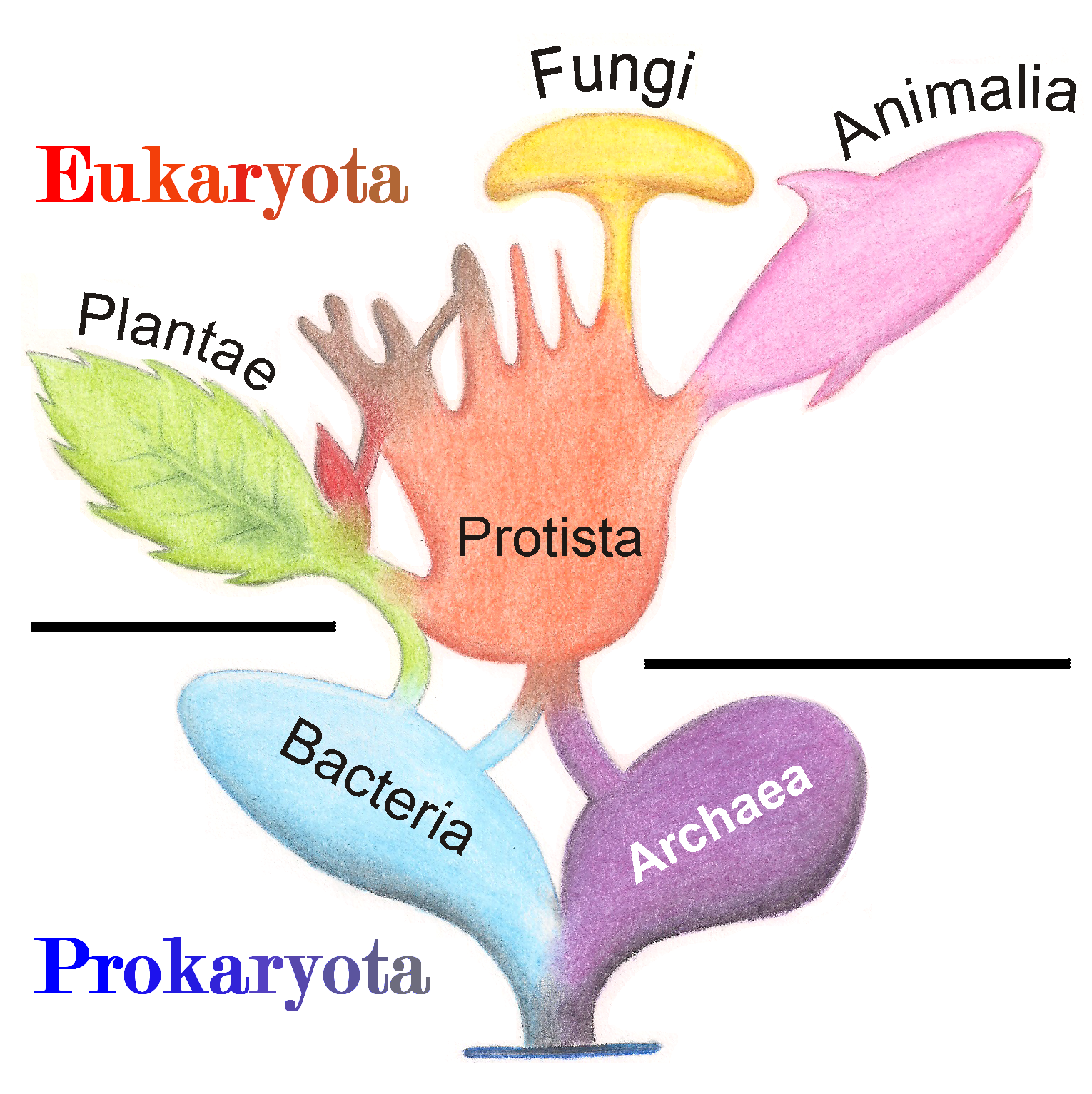
Arbre à « bulles » montrant que les champignons sont plus proches des animaux que des plantes.

Les Opisthokonta rassemblent notamment deux grandes lignées d'organismes multicellulaires, les champignons (Fungi) et les animaux (Metazoa), mais aussi toute une série de lignées unicellulaires beaucoup moins connues, comme les Choanoflagellata, les Filasterea et les Mesomycetozoa.
Cladogramme d’après une étude réalisée par Torruella en 2015, :
|  | Nucleariae |
|  |            |
|  | Fungi      |
|  |            |

|           | Filasterea                                                    |
|           |                                                               |
| Choanozoa | \| \| Choanoflagellata \| \| \| \| \| \| Animalia \| \| \| \| |
|           | \| \| Choanoflagellata \| \| \| \| \| \| Animalia \| \| \| \| |
|           | Choanoflagellata                                              |
|           |                                                               |
|           | Animalia                                                      |
|           |                                                               |

|  | Choanoflagellata |
|  |                  |
|  | Animalia         |
|  |                  |

|           | Filasterea                                                    |
|           |                                                               |
| Choanozoa | \| \| Choanoflagellata \| \| \| \| \| \| Animalia \| \| \| \| |
|           | \| \| Choanoflagellata \| \| \| \| \| \| Animalia \| \| \| \| |
|           | Choanoflagellata                                              |
|           |                                                               |
|           | Animalia                                                      |
|           |                                                               |

|  | Choanoflagellata |
|  |                  |
|  | Animalia         |
|  |                  |

|           | Filasterea                                                    |
|           |                                                               |
| Choanozoa | \| \| Choanoflagellata \| \| \| \| \| \| Animalia \| \| \| \| |
|           | \| \| Choanoflagellata \| \| \| \| \| \| Animalia \| \| \| \| |
|           | Choanoflagellata                                              |
|           |                                                               |
|           | Animalia                                                      |
|           |                                                               |

|  | Choanoflagellata |
|  |                  |
|  | Animalia         |
|  |                  |

|           | Filasterea                                                    |
|           |                                                               |
| Choanozoa | \| \| Choanoflagellata \| \| \| \| \| \| Animalia \| \| \| \| |
|           | \| \| Choanoflagellata \| \| \| \| \| \| Animalia \| \| \| \| |
|           | Choanoflagellata                                              |
|           |                                                               |
|           | Animalia                                                      |
|           |                                                               |

|  | Choanoflagellata |
|  |                  |
|  | Animalia         |
|  |                  |

|  | Nucleariae |
|  |            |
|  | Fungi      |
|  |            |

|           | Filasterea                                                    |
|           |                                                               |
| Choanozoa | \| \| Choanoflagellata \| \| \| \| \| \| Animalia \| \| \| \| |
|           | \| \| Choanoflagellata \| \| \| \| \| \| Animalia \| \| \| \| |
|           | Choanoflagellata                                              |
|           |                                                               |
|           | Animalia                                                      |
|           |                                                               |

|  | Choanoflagellata |
|  |                  |
|  | Animalia         |
|  |                  |

|           | Filasterea                                                    |
|           |                                                               |
| Choanozoa | \| \| Choanoflagellata \| \| \| \| \| \| Animalia \| \| \| \| |
|           | \| \| Choanoflagellata \| \| \| \| \| \| Animalia \| \| \| \| |
|           | Choanoflagellata                                              |
|           |                                                               |
|           | Animalia                                                      |
|           |                                                               |

|  | Choanoflagellata |
|  |                  |
|  | Animalia         |
|  |                  |

|           | Filasterea                                                    |
|           |                                                               |
| Choanozoa | \| \| Choanoflagellata \| \| \| \| \| \| Animalia \| \| \| \| |
|           | \| \| Choanoflagellata \| \| \| \| \| \| Animalia \| \| \| \| |
|           | Choanoflagellata                                              |
|           |                                                               |
|           | Animalia                                                      |
|           |                                                               |

|  | Choanoflagellata |
|  |                  |
|  | Animalia         |
|  |                  |

|           | Filasterea                                                    |
|           |                                                               |
| Choanozoa | \| \| Choanoflagellata \| \| \| \| \| \| Animalia \| \| \| \| |
|           | \| \| Choanoflagellata \| \| \| \| \| \| Animalia \| \| \| \| |
|           | Choanoflagellata                                              |
|           |                                                               |
|           | Animalia                                                      |
|           |                                                               |

|  | Choanoflagellata |
|  |                  |
|  | Animalia         |
|  |                  |